# USS Hollandia (CVE-97)
USS Hollandia (CVE-97) là một tàu sân bay hộ tống lớp Casablanca được Hải quân Hoa Kỳ chế tạo trong Chiến tranh Thế giới thứ hai; tên nó được đặt theo thành phố Hollandia trên bờ biển phía Bắc Papua New Guinea, nơi diễn ra cuộc đổ bộ vào ngày 22 tháng 4 năm 1944. Hollandia đã hoạt động cho đến hết Thế Chiến II, xuất biên chế năm 1947 và bị bán để tháo dỡ năm 1960. Nó được tặng thưởng hai Ngôi sao Chiến trận do thành tích phục vụ trong Thế Chiến II.

## Thiết kế và chế tạo
Con tàu được đặt lườn như là chiếc Astrolabe Bay tại Xưởng tàu Vancouver của hãng Kaiser Company, Inc. ở Vancouver, Washington. Nó được hạ thủy vào ngày 28 tháng 4 năm 1944; được đỡ đầu bởi bà William H. Wheat; nhưng được đổi tên thành Hollandia vào ngày 30 tháng 5 năm 1944 trước khi được nhập biên chế vào ngày 1 tháng 6 năm 1944 dưới quyền chỉ huy của Hạm trưởng, Đại tá Hải quân Charles L. Lee.

## Lịch sử hoạt động
Sau khi hoàn tất huấn luyện dọc theo vùng bờ Tây, Hollandia lên đường từ San Diego vào ngày 10 tháng 7 năm 1944 cho chuyến đi chạy thử máy đến Espiritu Santo; nó cũng chuyên chở máy bay thay thế trong chuyến đi này, và trong chặng quay trở về đã ghé qua đảo Manus và Guadalcanal, về đến Port Hueneme, California vào ngày 27 tháng 8. Trong những tháng tiếp theo, chiếc tàu sân bay hộ tống thực hiện những chuyến đi tương tự giữa Hoa Kỳ và các căn cứ tiền phương tại Mặt trận Thái Bình Dương, bao gồm Manus, Ulithi và Guam, vận chuyển hàng tiếp liệu cần thiết và hành khách.
Hollandia neo đậu tại Ulithi vào ngày 1 tháng 4 năm 1945 khi cuộc đổ bộ lên Okinawa bắt đầu. Nó lên đường vào ngày hôm sau, và hoạt động ngoài khơi hòn đảo, tung ra các phi vụ hỗ trợ cho binh lính chiến đấu trên bờ. Con tàu sau đó quay trở về San Diego, đến nơi vào ngày 1 tháng 5, đón lên tàu hàng hóa và hành khách cho một chuyến vận chuyển đến Trân Châu Cảng và quay trở về. Nó lại lên đường vào ngày 7 tháng 6 để tham gia những hoạt động cuối cùng trong chiến tranh, tiếp nhận máy bay thay thế tại Trân Châu Cảng, rồi khởi hành vào ngày 18 tháng 6 để hoạt động như một đơn vị hỗ trợ tiếp liệu cho Đệ Tam hạm đội. Trong hai tháng cuối cùng của chiến tranh, nó phục vụ cho các tàu sân bay nhanh trong việc ném bom và bắn phá các đảo chính quốc Nhật Bản.
Sau khi Nhật Bản đầu hàng kết thúc chiến tranh, Hollandia được cải biến tại Guam để sử dụng trong việc chuyên chở hành khách, rồi tham gia Chiến dịch Magic Carpet giúp hồi hương những cựu chiến binh tại Mặt trận Thái Bình Dương quay trở về Hoa Kỳ. Trong số hành khách của nó bao gồm 317 người sống sót từ tàu tuần dương hạng nặng Indianapolis (CA-35) bị đắm do trúng ngư lôi gần cuối chiến tranh, sau khi đã được cứu chữa tại Guam.
Sau bốn chuyến đi Magic Carpet như vậy, Hollandia quay trở về San Pedro, California; nó khởi hành đi Puget Sound, Washington vào ngày 4 tháng 2 năm 1946, đến nơi vào ngày 15 tháng 2, và được cho xuất biên chế tại đây vào ngày 17 tháng 1 năm 1947. Đang khi nằm trong thành phần dự bị, nó được xếp lại lớp thành CVU-97 vào ngày 12 tháng 6 năm 1955, rồi thành AKV-33 vào ngày 7 tháng 5 năm 1959. Con tàu được bán cho hãng Eisenberg & Co. ở New York vào ngày 31 tháng 12 năm 1960 để tháo dỡ, và bị tháo dỡ tại Portland, Oregon sau đó.

## Phần thưởng
Hollandia được tặng thưởng hai Ngôi sao Chiến trận do thành tích phục vụ trong Thế Chiến II.